# Große Diesdorfer Straße 97–102

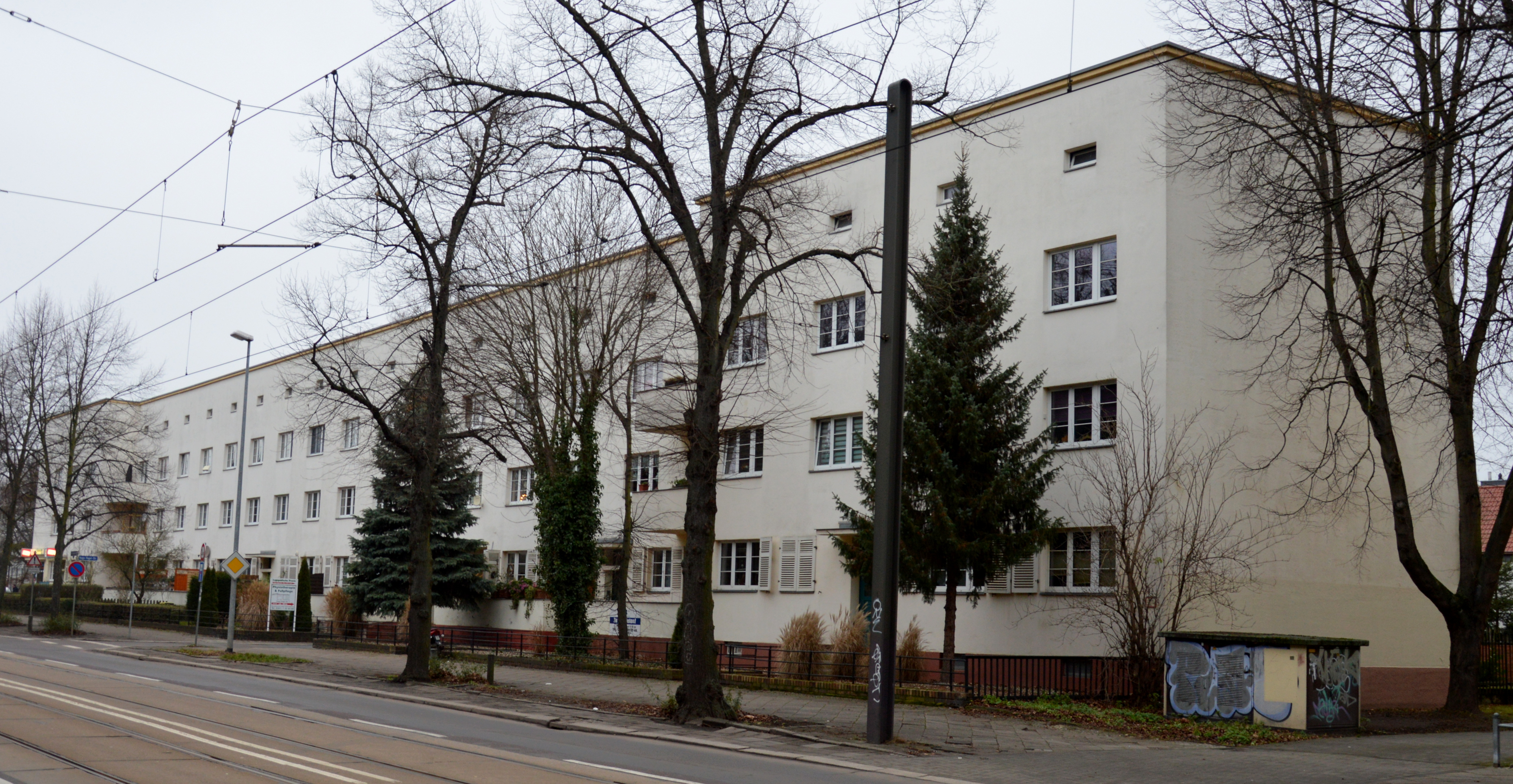
Große Diesdorfer Straße 97–102

Das Haus Große Diesdorfer Straße 97–102 ist ein denkmalgeschütztes Wohnhaus in Magdeburg in Sachsen-Anhalt.

## Lage
Es befindet sich auf der Nordseite der Großen Diesdorfer Straße im Stadtteil Stadtfeld West, gegenüber liegt das Gelände des Westfriedhofs. Westlich des Gebäudes mündet die Schmeilstraße auf die Große Diesdorfer Straße. Durch das Gebäude selbst wird die gleichfalls von Norden einmündende Hugo-Vogel-Straße zur Großen Diesdorfer Straße mittels einer Durchfahrt geführt.

## Architektur und Geschichte
Das langgestreckte dreieinhalbgeschossige Haus wurde 1930/31 nach Plänen des Architekten Artur Reinecke im Stil des Neuen Bauens errichtet. Der verputzte Bau entstand im Auftrag des Bauvereins für Gemeinnützige Siedlungen und befand sich zu seiner Bauzeit nahe am Stadtrand. Am westlichen und östlichen Ende des Gebäudes bestehen jeweils vorspringende Kopfbauten. In den so entstehenden Gebäudeecken sind Balkone angeordnet. Im Erdgeschoss des westlichen Kopfbaus ist ein Ladengeschäft eingerichtet. Zu den mit kleinen flachen Dächern überfangen Hauseingängen führen jeweils dreistufige Treppen. Oberhalb der Haustüren sind unter den Dächern Oberlichter eingebracht. Zur Straße hin sind dem Erdgeschoss schmale, an Balkone erinnernde Terrassen vorgelagert. Die Fenster des Hauses sind als liegende Rechtecke angeordnet und im Erdgeschoss mit Fensterläden versehen.
Das verputzte Gebäude ruht auf einem Ziegelsockel und ist mit einem Flachdach bedeckt.
Vor dem Gebäude bestehen niedrige, mit Metallbrüstungen versehene Einfriedungsmauern und zum Teil auch kleine Hecken.
Im örtlichen Denkmalverzeichnis ist die Villa unter der Erfassungsnummer 094 82558 als Baudenkmal verzeichnet.
Das Wohnhaus gilt als markantes Beispiel genossenschaftlichen Bauens in Magdeburg.